# Sevelinges
Sevelinges este o comună în departamentul Loire din sud-estul Franței. În 2009 avea o populație de 642 de locuitori.

## Evoluția populației
| An        | 1975 | 1982 | 1990 | 1999 | 2006 | 2009 |
| --------- | ---- | ---- | ---- | ---- | ---- | ---- |
| Populație | 502  | 503  | 584  | 582  | 624  | 642  |